# 時空飛鷹
時空飛鷹（Lacuna Coil）成立於1994年，是一支義大利哥德金屬樂團。 樂團結合了哥德意像和音樂；音樂以吉他聲線覆蓋上突出鍵盤音樂的中版歌曲，和鮮明的男女雙主唱，創造出旋律分離的音樂。然而，樂團現在在音樂上則變為較重且低沉，在歌曲中，貝斯聲線更為明顯，並提高吉他比重。
2006年發行的《因果密碼》登上告示牌排行榜28名。他們已陸續登上幾個世界最大的重金屬音樂季主舞台，像是「Ozzfest」、「Bloodstock Open Air」、「Wacken Open Air」等，並參加麥加帝斯在2007年11月舉辦的「Gigantour」。

## 歷史

### 開始 -《同名EP》 (1994-1998)
1995年，Andrea Ferro 和 Marco Coti Zelati 在米蘭成立了 Sleep of Right 樂團，並招募了吉他手Raffaele Zagaria 和鼓手 Michaelangelo。在發行兩張 demo： 《Bleeding Souls》和《Noise of Bolgia》後，Claudio Leo 成為樂團第二位吉他手，而 Leonardo Forti 則取代 Michaelangelo 離開後的鼓手空缺。樂團邀請 Cristina Scabbia 擔任背景合聲，讓她之後成為正式團員之一。不久以後，他們將團名改為 Ethereal，並與 Century Media 在1997年年末簽約。不過在發現團名已被一個希臘樂團使用之後，決定將團名改為時空飛鷹。
1998年，樂團發行同名EP。但不久之後，Raffael Zagaria、Claudio Leo 和 Leonardo Forti 離團。新吉他手 Cristiano Migliore 和鼓手 Cristiano Mozzati 宣布加入，並開始與寒月魔咒（Moonspell）一同巡迴。

### 《In a Reverie》 (1998-2000)
在第二次歐洲巡迴之後，樂團錄製了首張錄音室專輯《In a Reverie》，並新增第二位吉他手 Marco Biazzi。他們與 Skyclad 一同展開歐洲巡迴。Allmusic 網站給了這張專輯四顆星的評價，評論：「一張優秀的出道作」。

### 《Halflife EP》-《Unleashed Memories》 (2000-2002)
2000 年，樂團推出EP《Half-Life》，收錄《Half Life》、《Hyperfast》、《Stars》、《Trance Awake》和《Senzafine》的 Demo版本。《Senzafine》之後收入在2001年的專輯《Unleashed Memories》。原先專輯只收入十首歌，但之後又再加入《Halflife EP》的五首歌。Allmusic 給予這張作品三顆星的評價。

### 《Comalies》 (2002-2006)
2002年，具指標性的專輯《Comalies》發行，贏得了重金屬界的高度評價，樂團此時也面臨到改變的時刻。 身為在近十年，於歐洲金屬界佔一席之地的樂團，卻一直未在美國打開知名度。 電視節目《Uranium》給了他們一些在美國的曝光機會，一年後，《Comalies》的第一支單曲《Heaven's a Lie》出現在廣播和媒體中，將他們推向北美主流市場。Fuse及其他電視台開始播放樂團的音樂錄影帶，而第二張單曲《Swamped》在電玩遊戲《吸血鬼之避世血族》中強力播放，並收入在《惡靈古堡2：啟示錄》電影原聲帶中。兩支單曲的音樂錄影帶在MTV2的《Headbanger's Ball》節目中播放，並讓樂團現場演奏《Heaven's a Lie》的 acoustic 版本。
2004年，《Comalies》成為 Century Media 成立以來最暢銷的作品。樂團並成為美國和歐洲兩地舉辦的「Ozzfest」重點宣傳樂團之一。
《Comalies》在唱片行和iTunes同步發行新版本，增加《Unleashed Memories》裡《Heaven's A Lie》、《Swamped》、《Unspoken》、《Aeon》和《Senzafine》的現場和 acoustic 版本。

### 《因果密碼》 (2006-2008)
為了充分利用時空飛鷹逐漸上升的人氣，樂團和唱片公司將受到高度期待的新專輯《因果密碼》，延後到2006年年初發行。根據樂團網站，這可能是為了能夠在專輯製作上有更多時間，也可能是為了避開2005年夏天過於擁擠的金屬發片期。2005年12月23日，樂團在官方網站上宣布，《因果密碼》的錄製、混音、後製全部完成。並宣佈《因果密碼》將在4月1日於美國發行。第一支單曲《Our Truth》將收錄在《決戰異世界：進化時代》的電影原聲帶。音樂錄影帶也在 MTV 上播放。
在2005年的歐洲巡迴中，他們在一些場次演唱了兩首新歌《Our Truth》和《Fragile》，這首也是《因果密碼》的開場曲。
《因果密碼》首週登上告示牌排行28名。這張專輯受到了音樂評論家及雜誌的一致好評。 隨著新專輯的推出，時空飛鷹與羅伯僵屍一同在北美巡迴，並登上2006年的「Ozzfest」主舞台。他們也參加在英國多靈頓公園（Donington Park）舉行，有金屬製品、工具樂團和槍與玫瑰等知名樂團參與，長達三天的「Download Festival」。樂團也在2006年10月17日於英國 Sheffield Corporation 舉辦一夜演唱會。12月，時空飛鷹與烈焰邪神、The Sword 和 Seemless 一起在美國巡迴，以及與丹茲克樂團（Danzig）、Asesino、惡靈魔咒（Belphegor）和猛鬼入侵（The Haunted）等樂團一同參加「The Blackest of the Black 2006 Tour」。
《因果密碼》共發行四張單曲：《Our Truth》、《Closer》、《Within Me》和《Enjoy the Silence》。
2007年3月，時空飛鷹加入有石頭橘子（Stone Sour）和魅影魔星（Shadows Fall）等樂團的「Jägermeister Music Tour」。五月，與致命誘惑和 The Gathering 參加「The Hottest Chicks in Metal Tour 2007」。
4月上旬，在原來的巡迴行程之外，時空飛鷹前往北卡羅來納州羅利與當地樂團 Wounded Soul、Blatant Disarray 和魅影魔星一同表演。4月下旬，他們再度在新墨西哥州阿布奎基與 Stolen Babies、Beneath the Sky 和魅影魔星一同表演。
2007年10月，時空飛鷹參加在日本埼玉市埼玉超級競技場舉行的「Loudpark Festival」，這是他們第一次在日本表演。2007年11月，他們和麥加帝斯、惡靈駛者（DevilDriver）、靜止X（Static-X）與 Bring Me the Horizon 一同前往澳洲參加「Gigantour」。

### 《Visual Karma (Body, Mind and Soul)》
他們第一張現場 DVD 將在2008年11月發行，名為《Visual Karma (Body, Mind and Soul)》。這張 CD/DVD 將回顧整個《因果密碼》專輯的過程，並收入德國「Wacken Festival」和日本「Loudpark Festival」的演出。

### 《Shallow Life》（2009）
在《Rock Sound》雜誌中，時空飛應宣布他們第五張專輯由 Don Gilmore 擔任製作人，將會加入一些阿拉伯元素。
主唱 Cristina Scabbia 表示：「這張很不同，但仍是我們的風格。我們沒有做過與我們風格完全不同的音樂，因為這就不自然，很怪 - 就不像我們了。新專輯將更有力量、更完整、更強烈、更直接。」
Andrea Ferro 則說：「我們更為專注在歌曲的真實涵義，因此主唱更為重要。我們與 Don Gilmore 討論了許多英文發音，聽眾將可以了解歌詞的涵義。這張作品將有大量的副歌，聽眾將可欣賞並了解我們所要表達的。」
12月13日，消息指出新專輯名稱為《Shallow Life》。 這張專輯在2009年4月20日於歐洲發行，美國則在21日推出。首週登上告示牌第16名，賣出21,000張，是樂團在美國第一張打入前20名的專輯。
2009年2月至3月，樂團將參加澳洲音樂祭「Soundwave」，其他的知名樂團有惡靈駛者（DevilDriver）、烈焰邪神、上帝羔羊、九寸釘。時空飛鷹將演唱新專輯的單曲《Spellbound》。

## 樂團成員
- Cristina Scabbia - 主唱
- Andrea Ferro - 主唱
- Cristiano "Pizza" Migliore - 吉他
- Marco "Maus" Biazzi - 吉他
- Marco Coti Zelati - 貝斯、鍵盤
- Cristiano "Criz" Mozzati - 鼓、打擊樂器

### 前任團員
- Raffaele Zagaria - 吉他
- Claudio Leo - 吉他
- Leonardo Forti - 鼓、打擊樂器

### 巡迴成員
- Steve Minelli - 吉他（1998年3、4月） (ex-Node, ex-Death SS)
- Alice Chiarelli - 鍵盤（1998年3、4月） (Alice in Darkland)

## 音樂作品

### 錄音室專輯
- 《In a Reverie》 (1999)
- 《Unleashed Memories》 (2001)
- 《Comalies》 (2002)
- 《因果密碼》（Karmacode） (2006)
- 《Shallow Life》 (2009)
- 《Dark Adrenaline》 (2012)
- 《Broken Crown Halo》 (2014)
- 《Delirium》 (2016)
- 《Black Anima》 (2019)
- 《Sleepless Empire》 (2025)

### EP
- 《Ethereal》 (Demo) (1996)
- 《Lacuna Coil》 (1998)
- 《Halflife》 (2000)

### 精選輯
- 《The EPs》 (2005)
  - 收錄同名EP與《Halflife》

### DVD
- 《Visual Karma (Body, Mind and Soul)》 (2008)

### 單曲
| 年度 | 標題                  | 排行榜名次 | 排行榜名次 | 排行榜名次 | 排行榜名次     | 排行榜名次 | 排行榜名次 | 排行榜名次 | 專輯         |
| 年度 | 標題                  | 英國       | 英國搖滾榜 | 美國       | 美國主流搖滾榜 | 義大利     | 西班牙     | 奧地利     | 專輯         |
| ---- | --------------------- | ---------- | ---------- | ---------- | -------------- | ---------- | ---------- | ---------- | ------------ |
| 2002 | 《Heaven's a Lie》    | —          | —          | —          | —              | —          | —          | —          | 《Comalies》 |
| 2004 | 《Swamped》           | —          | —          | —          | —              | —          | —          | 22         | 《Comalies》 |
| 2006 | 《Our Truth》         | 40         | 24         | —          | 36             | 23         | 18         | —          | 《因果密碼》 |
| 2006 | 《Enjoy the Silence》 | 41         | 13         | —          | —              | 25         | —          | —          | 《因果密碼》 |
| 2006 | 《Closer》            | —          | 5          | —          | —              | 50         | —          | —          | 《因果密碼》 |
| 2007 | 《Within Me》         | —          | —          | —          | —              | 44         | —          | —          | 《因果密碼》 |

## 外部連結
- 官方網站 （页面存档备份，存于）
- 時空飛鷹的MySpace主頁
- 樂團資料 在 Century Media Records